# 243

## Události
- Římané pod velením Timesithea porazili v bitvě u Resaeny perské vojsko, kterému velel Šápúr I.

## Hlavy států
- Papež – Fabián (236–250)
- Římská říše – Gordianus III. (238–244)
- Perská říše – Šápúr I. (240/241–271/272)
- Kušánská říše – Kaniška II. (230–247)
- Japonsko (region Jamataikoku) – královna Himiko (175–248)

Indie:
- Guptovská říše – Maharádža Šrí Gupta (240–280)